# 刘千河乡
刘千河乡是中国陕西省榆林市榆阳区下辖的一个乡。2011年，撤销刘千河乡、青云乡合并设立青云镇。

## 行政区划
刘千河乡下辖以下行政区：
刘千河村、鸦罗畔村、达连沟村、蔺家畔村、高家沟村、杨渠村、乐家畔村、殷家墕村、新寨村、白城峁村、郭沙畔村、果元塌村、王家坬村、康家湾村、刘家畔村、刘家沟村、巨福梁村、南大村、李家崾村、慕渠村、朱岔村、胡岗村、朱家墕村、丰山村。